# クーペリア属

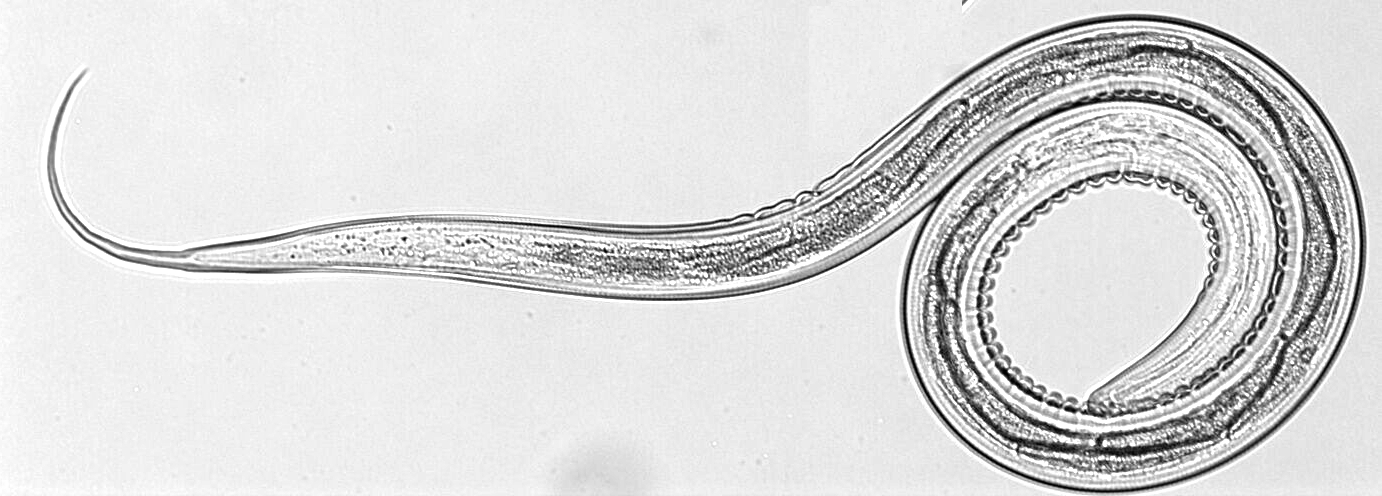
Cooperia oncophora

クーペリア属（クーペリアぞく、学名：Genus Cooperia）とはウシ、ヒツジの小腸、まれに第四胃に寄生する線虫の1属。約20種が知られており、非吸血性である。自然感染では他の線虫との混合感染をしている例が多い。